# 1996年のル・マン24時間レース

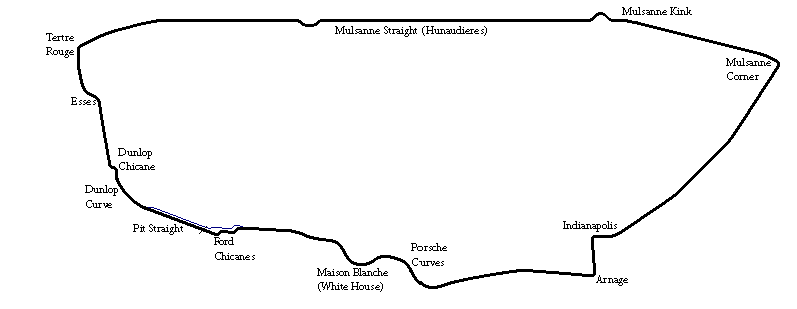
1996年のルマン

1996年ル・マン24時間レース（24 Heures du Mans 1996 ）は、64回目のル・マン24時間レースであり、1996年6月15と16日に行われた。 
デイビ―・ジョーンズ、マニュエル・ロイター、ル・マンのルーキー アレクサンダー・ヴルツにより354周を完走したヨースト・レーシングが運営するTWR・ポルシェのプロトタイプ（TWRポルシェ・WSC95）が優勝した。最初の1時間でトップに立ち、いくつかのピットストップでの順位変動を除けば、レース中に他のチームがメカニカルトラブルに見舞われたため、トップを譲らなかった。 これはロイターのルマンでの2度目の勝利であり、ジョーンズ（1991年にジャガーで準優勝した後）と、ル・マン史上最年少総合優勝記録の22歳4カ月と1日のヴルツにとって初めての勝利だった(2021年時点)。 

## 規制とエントリー
フランス西部自動車クラブ(ACO）は、プロトタイプとGTの間の同等性にまだ満足しているため、エンジンボリュームとターボブーストを計算に含めることで、規制をわずかに調整。 LMP1とLMP2は、新しく更新されたボディワーク寸法により、 IMSA -WSCカテゴリに近づいた。 
- LM WSC（P1）最大5.1Lまたは3.0L（ターボ）、燃料タンク80L、最大タイヤ幅16 インチ、最小重量875 kg
- LM P2：最大3.4Lまたは2.0L（ターボ）、燃料タンク62L、最大タイヤ幅14インチ、最小重量650 kg
- LM GT1：最大8.0Lまたは4.0L（ターボ）、燃料タンク100L、最大タイヤ幅14インチ（フロント）および12インチ（リア）

- GT1では、エンジンの変更が許可された。GT2では量産エンジンを使用する必要がある。

1992年のシーズン後に世界スポーツカー選手権が終了した為、エントリーはプロトタイプは14台しか無かった。予想通り、エントリーの大部分はGTカーだった。GT1で27台、GT2で12台。多くのチームがBPRグローバルGTシリーズにもエントリーしていた。
プロトタイプでは、クレマーとクラージュがエントリー。今回はヨースト・レーシングはTWRと共同で開発した新しいポルシェ・プロトタイプに挑戦した。TWR-ポルシェWSC-95は、TWRが設計したジャガーXJR-14レーシングカーのシェルから生まれ、TWRによってオープントップデザインに変更され、ポルシェ・962エンジンが搭載されている。
3台のIMSA-WSC車が登場した。スカンディアレーシングが運営する2台のフェラーリ333SPと、大幅に改良されたライリーアンドスコット（デイトナとセブリングの勝者）。4台の車からなるLMP2クラスでは、ウェルターとボンネットにクッズ-マツダが加わり、マツダスピードが運営している。
GT1では、ディフェンディングチャンピオンのマクラーレン-BMWが1996年仕様の車を更新し、より厳しいエアリストリクターが出力をわずかに低下させた。日産、トヨタ、リスターが再び加わった。クライスラーは、大排気量8リッターエンジンを搭載した4台のバイパーを持って戻ってきた。1つはBPRでオレカがエントリーする2台で、もう1つはIMSAのCanaska-Southwindがエントリーする2台。
しかし、大きなニュースはポルシェと新しい911GT1に関するものだった。これは、事実上、名前だけがポルシェ911であり、911の視覚的な類似性を備えていたが、専用に設計された水冷式（ポルシェ初）エンジン3.2Lフラット6ツインターボを使用した、ミッドシップエンジンカー。最初のシャーシは3月に準備が整い、2台のロードゴーイングカーだけでEU GT1ホモロゲーションを取得した（これも、'94年のダウアー-ポルシェのように、「約束された生産車数」条項を使用している）。

### 予選
今年の最初の練習時間はプロトタイプによって行われた。最初に、スカンディアフェラーリのエリック・ヴァンデ・ポールが最初のペースを設定した。しかし、ジェローム・ポリカンのクラージュよりもわずか0.1秒早く、ヨースト・TWRポルシェでポールを獲得したのは、ピエル・ルイジ・マティーニだった。は、ヴァンデ・ポールはカール・ウェンドリガーとボブ・ウォレックの911 GT1、およびライリーアンドスコットのウェイン・テイラーに続く3番目だった。
ACOは今年の大きな変更で、グリッド上の最初の12台の車を、各カテゴリの最速の6台の車（左側にプロトタイプ、右側にGT車）と並べることにした。最初の5台のタイム差がわずか1秒しかなかったので、これは見た目ほど変わっていない。最速のマクラーレンは8位のビガッツィのスティーブ・ソパーだった（しかし、GT1クラス3位として6位からスタートした）。LMP2では、WR・プジョーが最後（1997年のACO規則は2シーターの車両を定めた）。グリッドの最前列でスタートした1995年の再現は繰り返すことができなかった。今年は＃14が12番目、昨年のポールタイムから4秒以上遅れていた。他のWR・プジョー＃15はさらに3秒遅かった。クッズ・マツダはグリッド23位で、デボラは予選での電子機器の問題の後、朝のウォームアップでエンジンブローし、スタートを切れなかった。
GT2では、予想通りのポルシェ911（993 GT2）がチーム国光・ホンダNSXに対抗した。キャロウェイ・コルベットは1台だけで、イギリスからはマーコスが出場。最速だったのは、ドイツのGTシリーズからの新しいチームであるロックレーシングのポルシェで、今年のBPRGTシリーズのペースを維持した。ニュージーランドのPARRモータースポーツチームのポルシェ911GT2に対してマージンがあった（このチームは3人のNZドライバーであるブルース・マクラーレン、クリス・エイモン、デニス・ハルムがフォードの最初のルマン優勝と2位にから30周年を祝っている）。

### スタート
イングランドとスコットランドのサッカーの試合を観戦する、何千人もの英国のファンに対応するために、スタートは午後3時になった。昨年の大雨とは異なり、レースは日差しの中で始まった。ダルマスとウォレックのポルシェGT1は、最初の4ラップでトップに躍り出たが、2台のヨーストTWRポルシェのジョーンズ、テイズに追い抜かれた。タイヤの幅が広く、重量が軽く、エアロダイナミクスが優れているため、TWRポルシェはコース上で有利だったが、他チームは問題を抱えていた。911GT1のブーツェンとダルマスはどちらもコースから外れ、数分を失った。クラージュのコッタズは、最初はトップ4に追いついていたが、2時間後には電子機器の問題で時間を失った。同様に、クレマーはトップ10に入っていた。ガルフチームとビガッツィチームのマクラーレンF1がトップ10の下半分を埋めた。

### 夜
ヨーストのマシンは、夜に入っても1–2のリードを維持した。＃25のチームはポルシェGT1で追撃し、ついにヨーストTWRポルシェからレース半分の時間で2位を奪取。クラージュは＃３のクラージュがアリオーが夜明けにテルトルルージュでクラッシュさせるまで、4番と5番だった。＃17のフェラーリプロトタイプ（1001人のベルギーの王族、有名人、市民の慈善団体が後援）は最初はタイヤの問題を抱えていましたが、着実に5位になった。
アメリカのエンデューロチャンピオンであるライリーアンドスコットは、日中は快走したが、午前2時30分にミュルザンヌでレースを終えた。
午前4時30分、7位で走っている＃38ビガッツィマクラーレンをギアをピットで交換。翌日、2回目ギアボックス交換の後、最終的に11位でフィニッシュした。フェラーリF40は前年ほど競争力がなく、夜明けまでに4台すべてがリタイアした。これには、ピットでの突然の燃料火災が含まれる。

### 朝
ポルシェGT1はトリプルスティントを前面に押し出したが、トップのヨーストTWR/ポルシェは常に十分な余裕があった。9：20に、＃8マルティ二は、ミュルザンヌシケインの砂利に2位のTWRポルシェを落とし、修理に費やした時間はレイ・ベルムのガルフ・マクラーレンに次ぐ4番目に落ちた。しかしその後、ガルフ・マクラーレンは正午にギアボックスの交換のために停止され、90分かかり、順位を10位まで落とた。夜にウェンドリンガーとグッドイヤーが数回コースオフした後、＃26ポルシェGT1は12位に落ちたが、早朝までに5位に戻った。元F1チャンピオンのBigazziマクラーレンのネルソン・ピケも、他のマクラーレンF1と同じように、ギアボックスの交換で1時間停止し、7位だった。レースの終盤、彼らはフィニッシュまでに＃33ガルフ・マクラーレンの前で、8位に戻ることができた。
夜明け直後、＃17フェラーリはギアボックスを交換する必要があり、30分かかり10位に後退。その後、エリック・ヴァン・デ・ポールが、レースのファステストラップを数回記録し、午前7時に5位に戻ったとき、エリック・バシュラールがエッセでクラッシュした。
GT2では、首位のロックレーシングポルシェは正午にドライブシャフトを交換する必要があったが、リードを維持するのに十分タイム差があった。

### ゴール
ジョーンズ/ロイター/ヴルツのヨーストレーシング・7号車はミスを出さず、首位を守った。2位のポルシェ911GT1・25号車に1ラップの差をつけての勝利だった。優勝チームの一員となったアレクサンダー・ブルツは22歳で、ル・マン史上最年少の優勝者となり、ちょうど1年後、F1カナダGPでベネトン・ルノーに乗りF1キャリアをスタートさせる足掛かりとなった。ヨーストのポルシェとの提携は、レースの勝者であれば契約を更新できるオプションとなっていたため1997年のレースで再びヨースト・ポルシェとして登場することになる。
その一方、優勝車のチームメイトであるヨーストレーシング・8号車は残りわずか40分の時点でドライブシャフトが壊れた。3位はポルシェ911GT1・26号車で、1位から13周遅れであった。マクラーレンはDPRチーム（4位、6位）とガルフレーシング（5位、9位）が上位で完走した。ドライバーのデレック・ベルは、54歳で輝かしいル・マンのキャリアに幕を閉じた。彼の25年以上のキャリアの中で、ル・マン5回の優勝と2回の2位のほか、デイトナ24時間レースで3回、世界スポーツカー選手権で2回優勝という大きな記録を残した。
総合7位はラ・フィリエールチーム（ル・マンサーキットのモータースポーツアカデミーが母体）のアンリ・ペスカロロ/フランク・ラゴルス/エマニュエル・コラールがドライブしたクラージュ・ポルシェであり、プロトタイプクラス2位だった。夜間にトラブルに見舞われ、クラッチ交換作業に1時間を要し、トップから27周差だった。
Roock Racing ポルシェはGT2クラスで優勝し、PARRモータースポーツのポルシェより4周多く周回し、総合順位でも12位であった。トラブルのないレースで、優勝したヨースト7号車を除けばピットでの作業時間が最も少ない優秀な性能を示したチームだった。
同年参戦した日本メーカーのGT車両はポルシェ勢やマクラーレン勢に対して対抗できる競争力がなく、日産NISMOが投入したGT-R LM(BCNR33型)の最高位は長谷見昌弘/星野一義/鈴木利男組の総合15位であった。マツダスピードのKudzu DLMは唯一のLMP2完走車で、総合25位でレースを完走した。
ル・マンの後、ポルシェワークスチームはBPRグローバルシリーズの3つのレースで911GT1で参戦し、3戦すべて勝利した。翌年には、ポルシェは多くのプライベーターに911GT1を販売し、マクラーレンに変わるGTレースの新しい勢力となった。
またフェラーリのプロトタイプを走らせたスカンディアチームのオーナーであるアンディ・エバンスとロベルト・ミュラー（リーボック元CEO ）がアメリカのIMSAの支配権を購入した。

## 公式結果
| Pos | Class | No | Team                                                    | Drivers                                                                                | Chassis                              | Tyre | Laps |
| Pos | Class | No | Team                                                    | Drivers                                                                                | Engine                               | Tyre | Laps |
| --- | ----- | -- | ------------------------------------------------------- | -------------------------------------------------------------------------------------- | ------------------------------------ | ---- | ---- |
| 1   | LMP1  | 7  | ヨースト・レーシング                                    | - デイビー・ジョーンズ - アレクサンダー・ヴルツ - マヌエル・ロイター                   | TWR ポルシェ・WSC-95                 | G    | 354  |
| 1   | LMP1  | 7  | ヨースト・レーシング                                    | - デイビー・ジョーンズ - アレクサンダー・ヴルツ - マヌエル・ロイター                   | ポルシェ Type-935 3.0 L Turbo Flat-6 | G    | 354  |
| 2   | LMGT1 | 25 | ポルシェ AG                                             | - ハンス＝ヨアヒム・スタック - ティエリー・ブーツェン - ボブ・ウォレク                 | ポルシェ・911 GT1                    | M    | 353  |
| 2   | LMGT1 | 25 | ポルシェ AG                                             | - ハンス＝ヨアヒム・スタック - ティエリー・ブーツェン - ボブ・ウォレク                 | ポルシェ 3.2 L Turbo Flat-6          | M    | 353  |
| 3   | LMGT1 | 26 | ポルシェ AG                                             | - カール・ヴェンドリンガー - ヤニック・ダルマス - スコット・グッドイヤー               | ポルシェ・911 GT1                    | M    | 341  |
| 3   | LMGT1 | 26 | ポルシェ AG                                             | - カール・ヴェンドリンガー - ヤニック・ダルマス - スコット・グッドイヤー               | ポルシェ 3.2 L Turbo Flat-6          | M    | 341  |
| 4   | LMGT1 | 30 | ウェスト コンペティション                               | - ジョン・ニールセン - トーマス・ブシャー - ピーター・コックス                         | マクラーレン・F1 GTR                 | G    | 338  |
| 4   | LMGT1 | 30 | ウェスト コンペティション                               | - ジョン・ニールセン - トーマス・ブシャー - ピーター・コックス                         | BMW S70 6.1 L V12                    | G    | 338  |
| 5   | LMGT1 | 34 | ガルフ レーシング                                       | - ピエール＝アンリ・ラファネル - リンゼイ・オーウェン・ジョーンズ - デビッド・ブラバム | マクラーレン・F1 GTR                 | M    | 335  |
| 5   | LMGT1 | 34 | ガルフ レーシング                                       | - ピエール＝アンリ・ラファネル - リンゼイ・オーウェン・ジョーンズ - デビッド・ブラバム | BMW S70 6.1 L V12                    | M    | 335  |
| 6   | LMGT1 | 29 | ハロッズ ワッハ ワン レーシング                         | - アンディ・ウォレス - オリビエ・グルイヤール - デレック・ベル                         | マクラーレン・F1 GTR                 | G    | 328  |
| 6   | LMGT1 | 29 | ハロッズ ワッハ ワン レーシング                         | - アンディ・ウォレス - オリビエ・グルイヤール - デレック・ベル                         | BMW S70 6.1 L V12                    | G    | 328  |
| 7   | LMP1  | 5  | ラ・フィリエール                                        | - アンリ・ペスカロロ - フランク・ラゴルス - エマニュエル・コラール                     | クラージュ・C36                      | M    | 327  |
| 7   | LMP1  | 5  | ラ・フィリエール                                        | - アンリ・ペスカロロ - フランク・ラゴルス - エマニュエル・コラール                     | ポルシェ Type-935 3.0 L Turbo Flat-6 | M    | 327  |
| 8   | LMGT1 | 39 | チーム ビガッツィ SRL                                   | - ネルソン・ピケ - ジョニー・チェコット - ダニー・サリバン                             | マクラーレン・F1 GTR                 | M    | 324  |
| 8   | LMGT1 | 39 | チーム ビガッツィ SRL                                   | - ネルソン・ピケ - ジョニー・チェコット - ダニー・サリバン                             | BMW S70 6.1 L V12                    | M    | 324  |
| 9   | LMGT1 | 33 | ガルフ レーシング                                       | - レイ・ベルム - ジェームス・ウィーバー - J.J.レート                                   | マクラーレン・F1 GTR                 | M    | 323  |
| 9   | LMGT1 | 33 | ガルフ レーシング                                       | - レイ・ベルム - ジェームス・ウィーバー - J.J.レート                                   | BMW S70 6.1 L V12                    | M    | 323  |
| 10  | LMGT1 | 48 | カナスカ サウスウィンド モータースポーツ                | - プライス・コブ - ショーン・ヘンドリックス - マーク・ディスモア                       | クライスラー・バイパー GTS-R         | M    | 320  |
| 10  | LMGT1 | 48 | カナスカ サウスウィンド モータースポーツ                | - プライス・コブ - ショーン・ヘンドリックス - マーク・ディスモア                       | クライスラー 356-T6 8.0 L V10        | M    | 320  |
| 11  | LMGT1 | 38 | チーム・ビガッツィ SRL                                  | - ジャック・ラフィット - スティーブ・ソパー - マルク・デュエツ                         | McLaren F1 GTR                       | M    | 318  |
| 11  | LMGT1 | 38 | チーム・ビガッツィ SRL                                  | - ジャック・ラフィット - スティーブ・ソパー - マルク・デュエツ                         | BMW S70 6.1 L V12                    | M    | 318  |
| 12  | LMGT2 | 79 | ロック・レーシング・チーム                              | - ガイ・マルティノール - ラルフ・ケルナーズ - ブルーノ・アイヒマン                     | ポルシェ 911 GT2                     | M    | 317  |
| 12  | LMGT2 | 79 | ロック・レーシング・チーム                              | - ガイ・マルティノール - ラルフ・ケルナーズ - ブルーノ・アイヒマン                     | Porsche 3.6 L Turbo Flat-6           | M    | 317  |
| 13  | LMP1  | 4  | クラージュ・コンペティション                            | - マリオ・アンドレッティ - ヤン・ラマース - デレック・ワーウィック                     | Courage C36                          | M    | 315  |
| 13  | LMP1  | 4  | クラージュ・コンペティション                            | - マリオ・アンドレッティ - ヤン・ラマース - デレック・ワーウィック                     | Porsche Type-935 3.0 L Turbo Flat-6  | M    | 315  |
| 14  | LMGT2 | 71 | ニュー・ハードウェア・レーシング/パー・モータースポーツ | - ビル・ファーマー - グレッグ・マーフィー - ロバート・ニアーン                         | Porsche 911 GT2                      | P    | 313  |
| 14  | LMGT2 | 71 | ニュー・ハードウェア・レーシング/パー・モータースポーツ | - ビル・ファーマー - グレッグ・マーフィー - ロバート・ニアーン                         | Porsche 3.6 L Turbo Flat-6           | P    | 313  |
| 15  | LMGT1 | 23 | ニスモ                                                  | - 星野一義 - 長谷見昌弘 - 鈴木利男                                                     | 日産 ニスモ GT-R LM                  | B    | 307  |
| 15  | LMGT1 | 23 | ニスモ                                                  | - 星野一義 - 長谷見昌弘 - 鈴木利男                                                     | 日産 2.8 L Turbo I6                  | B    | 307  |
| 16  | LMGT2 | 75 | チーム国光                                              | - 高橋国光 - 土屋圭市 - 飯田章                                                         | ホンダ NSX                           | Y    | 305  |
| 16  | LMGT2 | 75 | チーム国光                                              | - 高橋国光 - 土屋圭市 - 飯田章                                                         | ホンダ 3.0 L V6                      | Y    | 305  |
| 17  | LMGT2 | 83 | ニュー・ハードウェア・レーシング/パー・モータースポーツ | - ステファン・オルテリ - アンディ・ピルグリム - アンドリュー・バグナール               | Porsche 911 GT2                      | P    | 299  |
| 17  | LMGT2 | 83 | ニュー・ハードウェア・レーシング/パー・モータースポーツ | - ステファン・オルテリ - アンディ・ピルグリム - アンドリュー・バグナール               | Porsche 3.6 L Turbo Flat-6           | P    | 299  |
| 18  | LMGT2 | 77 | ザイケル・モータースポーツ                              | - ギ・フュステ - マンフレート・ユラシュ - 鈴木隆司                                     | Porsche 911 GT2                      | P    | 297  |
| 18  | LMGT2 | 77 | ザイケル・モータースポーツ                              | - ギ・フュステ - マンフレート・ユラシュ - 鈴木隆司                                     | Porsche 3.6 L Turbo Flat-6           | P    | 297  |
| 19  | LMGT1 | 28 | ニューカッスル・ユナイテッド・リスター                  | - ジェフ・リース - ティフ・ニーデル - アンソニー・レイド                               | Lister Storm GTS                     | M    | 295  |
| 19  | LMGT1 | 28 | ニューカッスル・ユナイテッド・リスター                  | - ジェフ・リース - ティフ・ニーデル - アンソニー・レイド                               | Jaguar 7.0 L V12                     | M    | 295  |
| 20  | LMGT2 | 82 | ソシエテ・ラルブル・コンペティション                    | - パトリス・ゲースラール - アンドレ・アーレ - パトリック・ボーデ                       | Porsche 911 GT2                      | M    | 284  |
| 20  | LMGT2 | 82 | ソシエテ・ラルブル・コンペティション                    | - パトリス・ゲースラール - アンドレ・アーレ - パトリック・ボーデ                       | Porsche 3.6 L Turbo Flat-6           | M    | 284  |
| 21  | LMGT1 | 50 | ソシエテ・バイパー・チーム・オレカ                      | - フィリップ・ガッシェ - エリック・エラリー - オリビエ・ベレッタ                       | Chrysler Viper GTS-R                 | M    | 283  |
| 21  | LMGT1 | 50 | ソシエテ・バイパー・チーム・オレカ                      | - フィリップ・ガッシェ - エリック・エラリー - オリビエ・ベレッタ                       | Chrysler 356-T6 8.0 L V10            | M    | 283  |
| 22  | LMGT1 | 27 | ソシエテ・シェロー・スポーツ                            | - ジャン＝リュック・シェロー - ピエール・イヴェ - ジャック・ルコント                   | Porsche 911 GT2 Evo                  | M    | 279  |
| 22  | LMGT1 | 27 | ソシエテ・シェロー・スポーツ                            | - ジャン＝リュック・シェロー - ピエール・イヴェ - ジャック・ルコント                   | Porsche 3.6 L Turbo Flat-6           | M    | 279  |
| 23  | LMGT1 | 49 | カナスカ・サウスウィンド・モータースポーツ              | - アラン・クーディニ - ヴィクター・シフトン - ジョン・モートン                         | Chrysler Viper GTS-R                 | M    | 269  |
| 23  | LMGT1 | 49 | カナスカ・サウスウィンド・モータースポーツ              | - アラン・クーディニ - ヴィクター・シフトン - ジョン・モートン                         | Chrysler 356-T6 8.0 L V10            | M    | 269  |
| 24  | LMGT1 | 46 | チーム・メニコン・サード                                | - アラン・フェルテ - マウロ・マルティニ - パスカル・ファブル                           | サード MC8-R                         | D    | 256  |
| 24  | LMGT1 | 46 | チーム・メニコン・サード                                | - アラン・フェルテ - マウロ・マルティニ - パスカル・ファブル                           | Toyota 4.0 L Turbo V8                | D    | 256  |
| 25  | LMP2  | 20 | マツダスピード Co. Ltd.                                 | - 寺田陽次郎 - ジム・ダウニング - フランク・フレオン                                   | Kudzu DLM                            | G    | 251  |
| 25  | LMP2  | 20 | マツダスピード Co. Ltd.                                 | - 寺田陽次郎 - ジム・ダウニング - フランク・フレオン                                   | マツダ R20B 2.0 L 3-Rotor            | G    | 251  |
| DNF | LMP1  | 8  | ヨースト・レーシング                                    | - ミケーレ・アルボレート - ピエルルイジ・マルティニ - ディディエ・テイス               | TWS Porsche WSC-95                   | G    | 300  |
| DNF | LMP1  | 8  | ヨースト・レーシング                                    | - ミケーレ・アルボレート - ピエルルイジ・マルティニ - ディディエ・テイス               | Porsche Type-935 3.0 L Turbo Flat-6  | G    | 300  |
| DNF | LMP2  | 14 | ヴェルテール・レーシング SARL                           | - パトリック・ゴーニン - ピエール・プティ - マーク・ロスタン                           | WR LM96                              | M    | 221  |
| DNF | LMP2  | 14 | ヴェルテール・レーシング SARL                           | - パトリック・ゴーニン - ピエール・プティ - マーク・ロスタン                           | Peugeot 2.0 L Turbo I4               | M    | 221  |
| DNF | LMP1  | 3  | クラージュ・コンペティション                            | - ディディエ・コッタズ - フィリップ・アリオー - ジェローム・ポリカン                   | Courage C36                          | M    | 215  |
| DNF | LMP1  | 3  | クラージュ・コンペティション                            | - ディディエ・コッタズ - フィリップ・アリオー - ジェローム・ポリカン                   | Porsche Type-935 3.0 L Turbo Flat-6  | M    | 215  |
| DNF | LMGT1 | 22 | ニスモ                                                  | - 鈴木亜久里 - 影山正彦 - 近藤真彦                                                     | 日産 ニスモ GT-R LM                  | B    | 209  |
| DNF | LMGT1 | 22 | ニスモ                                                  | - 鈴木亜久里 - 影山正彦 - 近藤真彦                                                     | 日産 2.8 L Turbo I6                  | B    | 209  |
| DNF | WSC   | 17 | レーシング・フォー・ベルジャム・チーム・スカンディア    | - エリック・ヴァン・デ・ポール - マルク・ホーセンス - エリック・バシュラール           | Ferrari 333 SP                       | P    | 208  |
| DNF | WSC   | 17 | レーシング・フォー・ベルジャム・チーム・スカンディア    | - エリック・ヴァン・デ・ポール - マルク・ホーセンス - エリック・バシュラール           | Ferrari F310E 4.0 L V12              | P    | 208  |
| DNF | LMGT1 | 57 | トヨタ・チーム・サード                                  | - 関谷正徳 - 光貞秀俊 - 影山正美                                                       | トヨタ スープラ LM-GT                | D    | 205  |
| DNF | LMGT1 | 57 | トヨタ・チーム・サード                                  | - 関谷正徳 - 光貞秀俊 - 影山正美                                                       | トヨタ 3S-GTE 2.1 L Turbo I4         | D    | 205  |
| DNF | LMP2  | 15 | ヴェルテール・レーシング SARL                           | - ウィリアム・デビッド - セバスチャン・アンジョルラス - アルノー・トレヴィジオル       | WR LM96                              | M    | 162  |
| DNF | LMP2  | 15 | ヴェルテール・レーシング SARL                           | - ウィリアム・デビッド - セバスチャン・アンジョルラス - アルノー・トレヴィジオル       | Peugeot 2.0 L Turbo I4               | M    | 162  |
| DNF | WSC   | 19 | ライリー＆スコット・カーズ Inc.                         | - ウェイン・テイラー - スコット・シャープ - ジム・ペース                               | ライリー＆スコット・Mk III           | P    | 157  |
| DNF | WSC   | 19 | ライリー＆スコット・カーズ Inc.                         | - ウェイン・テイラー - スコット・シャープ - ジム・ペース                               | オールズモビル Aurora 4.0 L V8       | P    | 157  |
| DNF | LMGT1 | 53 | 国際開発レーシング                                      | - ファビエン・ジロイ - ジャン＝デニス・デレトラズ - マウリツィオ・サンドロ・サーラ     | McLaren F1 GTR                       | M    | 146  |
| DNF | LMGT1 | 53 | 国際開発レーシング                                      | - ファビエン・ジロイ - ジャン＝デニス・デレトラズ - マウリツィオ・サンドロ・サーラ     | BMW S70 6.1 L V12                    | M    | 146  |
| DNF | LMGT1 | 59 | エンネア SRL                                            | - ロビン・ドノヴァン - ピエロ・ナッピ - 太田哲也                                       | Ferrari F40 GTE                      | P    | 129  |
| DNF | LMGT1 | 59 | エンネア SRL                                            | - ロビン・ドノヴァン - ピエロ・ナッピ - 太田哲也                                       | Ferrari F120B 3.5 L Turbo V8         | P    | 129  |
| DNF | LMGT2 | 74 | アグスタ・レーシング・チーム                            | - ロッキー・アグスタ - アルモ・コッペリ - パトリック・カミュ                           | Callaway Corvette LM600              | D    | 114  |
| DNF | LMGT2 | 74 | アグスタ・レーシング・チーム                            | - ロッキー・アグスタ - アルモ・コッペリ - パトリック・カミュ                           | Chevrolet LT1 6.2 L V8               | D    | 114  |
| DNF | LMP1  | 1  | クレマー・レーシング                                    | - クリストフ・ブシュー - ユルゲン・ラッシグ - ハリ・トイヴォネン                       | クレマー K8 スパイダー               | G    | 110  |
| DNF | LMP1  | 1  | クレマー・レーシング                                    | - クリストフ・ブシュー - ユルゲン・ラッシグ - ハリ・トイヴォネン                       | Porsche Type-935 3.0 L Turbo Flat-6  | G    | 110  |
| DNF | LMGT1 | 37 | コンラッド・モータースポーツ                            | - フランツ・コンラット - アントニオ・エルマン - ヴィド・レスラー                       | Porsche 911 GT2 Evo                  | M    | 107  |
| DNF | LMGT1 | 37 | コンラッド・モータースポーツ                            | - フランツ・コンラット - アントニオ・エルマン - ヴィド・レスラー                       | Porsche 3.6 L Turbo Flat-6           | M    | 107  |
| DNF | LMGT1 | 44 | エンネア・SRL・イゴール                                 | - ルチアーノ・デッラ・ノーチェ - アンデルス・オロフソン - カール・ローゼンブラッド     | Ferrari F40 GTE                      | P    | 98   |
| DNF | LMGT1 | 44 | エンネア・SRL・イゴール                                 | - ルチアーノ・デッラ・ノーチェ - アンデルス・オロフソン - カール・ローゼンブラッド     | Ferrari F120B 3.5 L Turbo V8         | P    | 98   |
| DNF | LMGT1 | 51 | ソシエテ・バイパー・チーム・オレカ                      | - ドミニク・デュプイ - ペリー・マッカーシー - ジャスティン・ベル                       | Chrysler Viper GTS-R                 | M    | 96   |
| DNF | LMGT1 | 51 | ソシエテ・バイパー・チーム・オレカ                      | - ドミニク・デュプイ - ペリー・マッカーシー - ジャスティン・ベル                       | Chrysler 356-T6 8.0 L V10            | M    | 96   |
| DNF | LMGT1 | 55 | ロック・レーシング・チーム                              | - ジャン＝ピエール・ジャリエ - ヘスス・パレハ - ドミニク・チャペル                     | Porsche 911 GT2 Evo                  | M    | 93   |
| DNF | LMGT1 | 55 | ロック・レーシング・チーム                              | - ジャン＝ピエール・ジャリエ - ヘスス・パレハ - ドミニク・チャペル                     | Porsche 3.6 L Turbo Flat-6           | M    | 93   |
| DNF | LMGT1 | 56 | パイロット・レーシング                                  | - ミシェル・フェルテ - オリビエ・テブナン - ニコラ・ルボワスティエ                     | Ferrari F40 LM                       | M    | 93   |
| DNF | LMGT1 | 56 | パイロット・レーシング                                  | - ミシェル・フェルテ - オリビエ・テブナン - ニコラ・ルボワスティエ                     | Ferrari F120B 3.5 L Turbo V8         | M    | 93   |
| DNF | LMP1  | 2  | クレマー・レーシング                                    | - スティーヴ・フォセット - ジョージ・フーシェ - スタンレー・ディケンズ                 | クレマー K8 スパイダー               | G    | 58   |
| DNF | LMP1  | 2  | クレマー・レーシング                                    | - スティーヴ・フォセット - ジョージ・フーシェ - スタンレー・ディケンズ                 | Porsche Type-935 3.0 L Turbo Flat-6  | G    | 58   |
| DNF | LMGT2 | 73 | エルフ・ハーベルトゥール・レーシング                    | - ミシェル・ノイガルテン - トニー・セイラー - ブリュノ・イリアン                       | Porsche 911 GT2                      | D    | 46   |
| DNF | LMGT2 | 73 | エルフ・ハーベルトゥール・レーシング                    | - ミシェル・ノイガルテン - トニー・セイラー - ブリュノ・イリアン                       | Porsche 3.6 L Turbo Flat-6           | D    | 46   |
| DNF | LMGT2 | 81 | チーム・マーコス                                        | - コーネリアス・オイザー - トーマス・エルドス - パスカル・ドロ                         | Marcos Mantara LM600                 | D    | 40   |
| DNF | LMGT2 | 81 | チーム・マーコス                                        | - コーネリアス・オイザー - トーマス・エルドス - パスカル・ドロ                         | Chevrolet 6.1 L V8                   | D    | 40   |
| DNF | LMGT1 | 45 | エンネア・SRL・イゴール                                 | - ジャン＝マルク・グーノン - エリック・ベルナール - ポール・ベルモンド                 | Ferrari F40 GTE                      | P    | 40   |
| DNF | LMGT1 | 45 | エンネア・SRL・イゴール                                 | - ジャン＝マルク・グーノン - エリック・ベルナール - ポール・ベルモンド                 | Ferrari F120B 3.5 L Turbo V8         | P    | 40   |
| DNF | LMGT2 | 70 | スティーブ・オルーク                                    | - スティーブ・オルーク - ガイ・ホームズ - ソームズ・ラングストン                       | Porsche 911 GT2                      | D    | 32   |
| DNF | LMGT2 | 70 | スティーブ・オルーク                                    | - スティーブ・オルーク - ガイ・ホームズ - ソームズ・ラングストン                       | Porsche 3.6 L Turbo Flat-6           | D    | 32   |
| DNF | WSC   | 18 | ロケットスポーツ Inc.                                   | - アンディ・エヴァンス - イヴァン・ミュラー - フェルミン・ベレス                       | Ferrari 333 SP                       | P    | 31   |
| DNF | WSC   | 18 | ロケットスポーツ Inc.                                   | - アンディ・エヴァンス - イヴァン・ミュラー - フェルミン・ベレス                       | Ferrari F130E 4.0 L V12              | P    | 31   |

## 統計
- ポールポジション-ピエルルイジ・マルティニ、＃8ヨーストレーシング-3：46.682
- Fastest Lap-エリック・バンデ・ポール、＃17 Racing For Belgium / Team Scandia-3：46.958
- 距離-4814.4   km
- 平均速度-200.6   km / h
- 最高速  —クラージュ・C36-332   km / h（レース）
- 観客数-168000

## ノート
- Spurring、Quentin（2014）Le Mans 1990-99 Sherborne、Dorset：Evro Publishing ISBN 978-0-9928209-1-6
- ラバン、ブライアン（2001）ルマン24時間ロンドン：ヴァージンブックス ISBN 1-85227-971-0